# شهر الملک
هیجدهمین ماه از ماه‌های سال ۳۶۱ روزه آیین بیانی است که توسط سید علی محمد باب در کتاب چهارشآن به آن اشاره شده‌است.
- الأسماء کلشیئ - چهار شآن

همچنین
هیجدهمین ماه از ماه‌های ۱۹گانه در گاه‌شماری بهائی است که مثل همه ماه‌های این گاه‌شماری دارای ۱۹ روز می‌باشد.